# Подольское княжество
Подольское княжество — княжество, образованное на землях Подолья в 1363 году и переданное Ольгердом своим племянникам братьям-Кориатовичам. Кориатовичи правили Подолией до 1393/1394 года, когда были изгнаны оттуда Витовтом, чью власть после подписания соглашения в Острове Кориатовичи признать отказались. Появление княжества стало следствием войны за галицко-волынское наследство и угрозы со стороны ордынских татар.
В 1399 году подольское княжение было передано князю Свидригайло, после его бегства в 1402 году было подчинено королевскому старосте. В 1430 году с вокняжением Свидригайло в Литве княжество было воссоздано, но в ходе проигранной им войны за власть с Сигизмуном Кейстутовичем княжество на Подолье было окончательно ликвидировано и преобразовано в воеводство под властью Польской короны.

## Территория

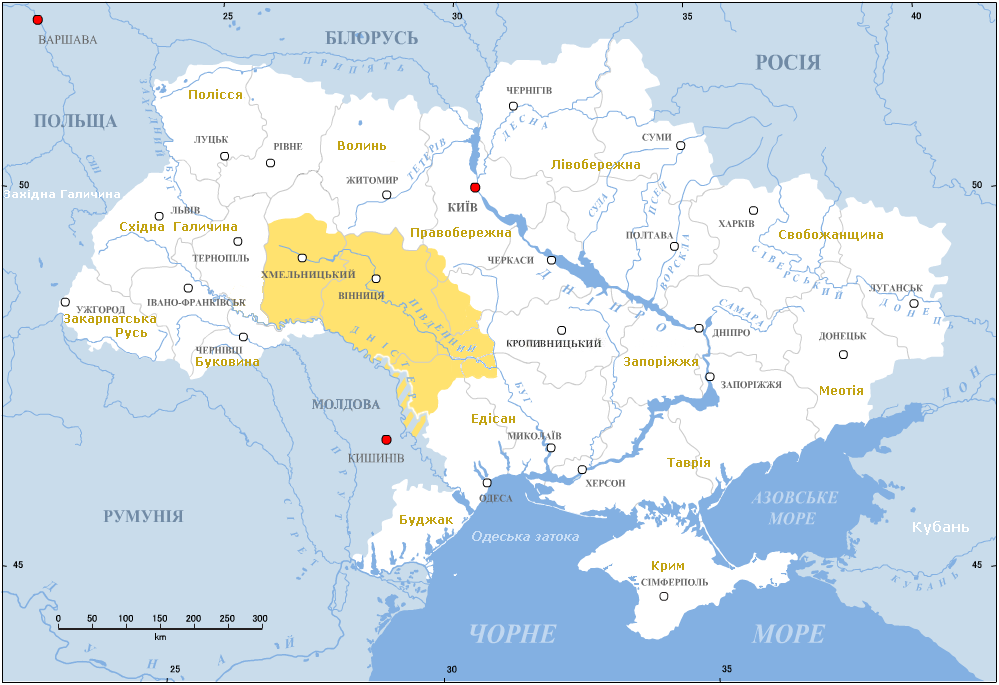
Подолье на карте современной Украины

Подольское княжество охватывало территорию от междуречья рек Стрыпы и Золотого Потока на западе до Днепра на востоке, на юге граничила со Степью, подконтрольной на тот период Золотой Орде, на севере — с Киевским и Волынским княжествами. На юго-западе естественной границей был Днестр.
Основными речными артериями являлись Збруч, Южный Буг и Днестр.

## История

### Княжество Кориатовичей
Старшие сыновья новогрудского князя Кориата, внуки великого князя Литовского Гедимина укрепились во владения на Подолье ещё в конце 1340-х годов, когда в активную стадию вошло польско-литовское противостояние за земли Галиции и Волыни. Старшие князья Кориатовичи принимали в нём участие: Юрий Кориатович в 1355 и 1366 годах участвовал в подписании договоров, в которых регламентировались территориальные изменения, а Александр Кориатович и вовсе перешел на службу к польскому королю Казимиру Великому и после того, как тот захватил большую часть Волыни, получил в управление Владимир-Волынский.
В 1362 году четверо братьев Кориатовичей: Александр, Юрий, Константин и Федор участвовали в войске великого князя Ольгерда в битве на Синих Водах. За это, в 1363 году за братьями были закреплены их владения в Подолье и образовано Подольское княжество. Братья были соуправителями княжества: Юрий держал Каменец, а Константин — Смотрич. Федор в это время находился в Венгрии. В 1371 году в Подолье вернулся Александр Кориатович, уступивший годом ранее Владимир-Волынский Любарту Гедиминовичу.
В 1374 году князья Юрий и Александр даровали Каменцу Магдебургское право, Юрий перенес в этот город столицу, начав сооружение укреплённой крепости. При Кориатовичах по всему Подолью началось масштабное строительство замков, а в городе — католических монастырей и распространение католической веры: в 1366 в Каменце появился Орден доминиканцев. В 1375 г. папа римский Григорий XI утвердил в Каменце католическую епархию и первого епископа Вильгельма Доминиканина. В 1377 году в центре города был построен деревянный Кафедральный католический костёл. Около 1390 в Каменце появился Орден францисканцев. Постепенно город превратился в форпост католицизма на юго-западе Руси.
В 1375 (или 1374 году) умер князь Юрий Кориатович, старшим князем стал Александр. В 1377 году начался поход короля Польши и Венгрии Людовика Великого на Галицию и Волынь. Его успешные действия, захват Галиции и вассальная присяга Любарта, вынудили князей Александра и Бориса Кориатовичей присягнуть на верность польско-венгерскому правителю, следствием чего стало появление на монете подольских князей герба Анжуйской династии.

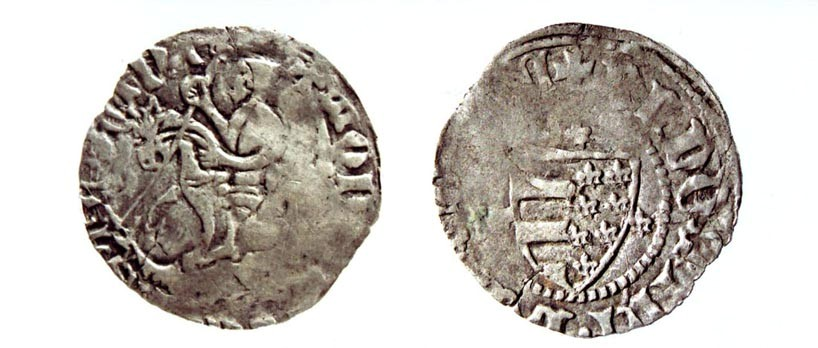
Полугрошик Константина Кориатовича

Около 1380 года скончался Александр Кориатович и власть сосредоточилась в руках Константина, князя Подольского и Чарторыйского. После смерти Людовика Великого (1382 год) Константин и Борис (по О. Халецкому, он также был сыном Кориата) принимали активное участие в избрании Ягайло на польский престол и организации его свадьбы с королевой Ядвигой. Однако Подольские князья формально сохраняли присягу не Польше, а Венгерскому королевству, поэтому после Кревской унии 1386 года они отказались присягнуть Ягайло. Вскоре после этого (до 1388 года) князь Константин Кориатович бежал в Венгрию, где скончался (не позднее 1392 года). Полноправным князем Подолья стал Фёдор Кориатович. Федора поддерживал ещё один князь из Кориатовичей — Василий Кориатович. Борис Кориатович был, напротив, одним из самых главных приверженцев унии.
Федор вступил в коалицию с князьями Ольгердовичами: Владимиром Киевским, Корибутом Северским и Свидригайло Витебским, а также с господарем Молдавии Романом Мушатом. Началась война против Витовта, ставшая частью полномасштабной гражданской войны, однако Витовту удалось разбить соперников поодиночке. В 1392 году между Витовтом и Ягайло было подписано Островское соглашение, завершившее и гражданскую войну и войну за галицко-волынское наследство. Однако, князь Фёдор Кориатович отказался признать Витовта великим князем Литовским. В 1393 году начался поход Витовта против Подольского княжества. Этот поход завершился в 1394 году изгнанием Кориатовичей из Подолья. Фёдор бежал в Молдавию, а затем — в Венгрию.

### 1394—1402
Витовт вернул Подолье в состав Польско-Литовского государства. В 1395 году управление княжеством было поручено краковскому воеводе Спытко из Мелштына. Собственно, в документах, свидетельствующих об этом впервые встречается топоним «Подолье» (до этого встречались названия «Понизье» и «Надднестрянщина»). Спытко получил управление Подольем на «полном княжеском праве». Однако, летописцы отмечают постепенный разрыв в отношениях между Спытко и польской короной. Как пишут исследователи Подольской земли, Спытко рассорился и с королевой Ядвигой и с королём Ягайло, который остерегался неприятных последствий от действий нового владетеля Подолья. Спытко перестает участвовать в польских делах и практически не появляется в Кракове, сосредотачивается на деятельности в Подолье и заключает союз с господарем Молдавии Стефаном Мушатом.
В 1399 году в битве на Ворскле Спытко погибает. Ягайло передаёт удельное Подольское княжение своему брату Свидригайло. Однако тот, намереваясь бороться с Витовтом за великое княжение Литовское, в конце 1401/начале 1402 года бежит в земли Тевтонского ордена, у которого просит помощи. Подолье, в итоге, было передано под управление польского коронного старосты, княжение здесь ликвидировано. В 1403 году последние Кориатовичи (Борис и Василий) покинули Западную Подолию. В 1411 году, вскоре после победы Витовта и Ягайло под Грюнвальдом Подолье было передано великому князю Литовскому.

### Княжение Свидригайло
В 1430 году Свидригайло все-таки становится Великим князем Литовским. Подольское княжение было восстановлено, оно стало одним из тех княжений, которые поддерживали Свидригайло. Управление княжеством перешло Фёдору Корибутовичу (по другой версии — Фёдору Несвицкому; впрочем, есть версия Ю. Пузыны, согласно которой эти два Фёдора на самом деле были одним и тем же человеком). В Польше, тем временем, готовилась война — католическая шляхта собиралась поддержать Сигизмунда, младшего брата Витовта. Вскоре началось открытое противостояние, которое привело к потере Свидригайло литовского трона в 1434 году — многие земли, в том числе Подолье, Волынь и Киев перешли под власть Короны Польской. Свидригайло ещё некоторое время оказывал сопротивление, находя поддержку в южных и восточных землях Великого княжества Литовского, а также у иностранных держав, но к 1437/1438 году был разбит окончательно.
Подольское княжество было ликвидировано. На землях Подолья было организовано Подольское воеводство, управляемое польской администрацией. Первым подольским воеводой стал Петр Одровонж. Помощниками воеводы были каменецкий кастелян (государственные дела) и каменецкий староста (военное управление).